# Tomislav Pavličić
Tomislav Pavličić (Vinkovci, 6. prosinca 1983.) je hrvatski nogometaš.
Nastupao je za Cibaliju iz rodnih Vinkovaca. U sezoni 2007./08. je nastupao za HNK Suhopolje tada trećeligaša. U toj sezoni bio je najbolji strijelac lige s 30 postignutih pogodaka. U svibnju 2010. godine prelazi u redove slovenskog prvoligaša NK Maribor.